# Стандарти вищої освіти закладів вищої освіти
Станда́рти ви́щої освіти за́кладів вищої освіти — офіційно встановлені суспільством-державою вимоги до функціонування закладів вищої освіти.

## Параметри стандартів
- перелік спеціалізацій за спеціальностями;

Заклади вищої освіти визначають спеціалізації за спеціальностями, за якими здійснюється підготовка фахівців освітньо-кваліфікаційних рівнів молодшого спеціаліста, спеціаліста та магістра. Назви спеціалізацій за спеціальностями відображають
відмінності у засобах, умовах та продуктах діяльності в межах спеціальності.
- варіативні частини освітньо-кваліфікаційних характеристик випускників закладів вищої освіти;
- варіативні частини освітньо-професійних програм підготовки;
- варіативні частини засобів діагностики якості вищої освіти;

Варіативні частини освітньо-кваліфікаційних характеристик випускників закладів вищої освіти, освітньо-професійних програм підготовки та засобів діагностики якості вищої освіти забезпечують підготовку фахівців за спеціалізаціями за спеціальностями з урахуванням особливостей суспільного поділу праці в Україні та мобільності системи освіти щодо задоволення вимог ринку праці.

## Зміст стандартів
Зміст варіативних частин освітньо-кваліфікаційних характеристик випускників закладів вищої освіти, освітньо-професійних програм підготовки, засобів діагностики якості вищої освіти, навчальних планів, програм навчальних дисциплін визначається закладом вищої освіти у межах структури та форми, встановлених спеціально уповноваженим центральним органом виконавчої влади у галузі освіти і науки.
- навчальні плани;

Навчальні плани визначають графік навчального процесу, перелік, послідовність та час вивчення навчальних дисциплін, форми
навчальних занять та терміни їх проведення, а також форми проведення підсумкового контролю.
- програми навчальних дисциплін.

Програми навчальних дисциплін визначають їх інформаційний обсяг, рівень сформованості вмінь та знань, перелік рекомендованих підручників, інших методичних та дидактичних матеріалів, критерії успішності навчання та засоби діагностики успішності навчання.
Навчальні плани та програми навчальних дисциплін розробляються закладом вищої освіти відповідно до освітньо-професійних програм підготовки і затверджуються керівником закладу вищої освіти.